# Saga de Kormakr

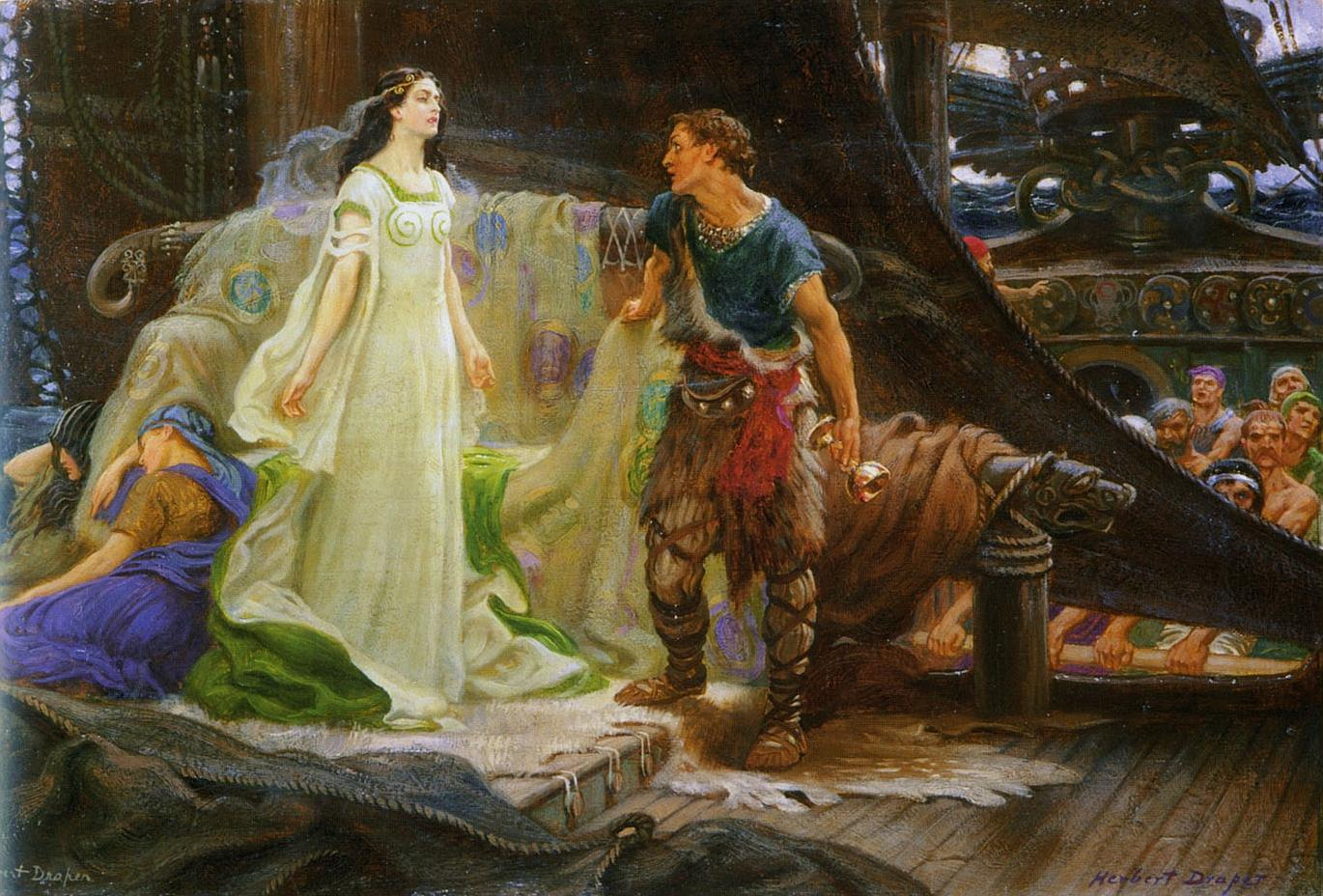
La saga a été comparée à l'histoire d'amour entre Tristan et Iseut, qui a été traduite du vieux norrois en 1226. La saga de Kormak en diffère cependant car Kormak ne se contente pas d'aimer, il écrit aussi à ce sujet.
Illustration de Tristan et Iseut par Herbert James Draper, 1901.

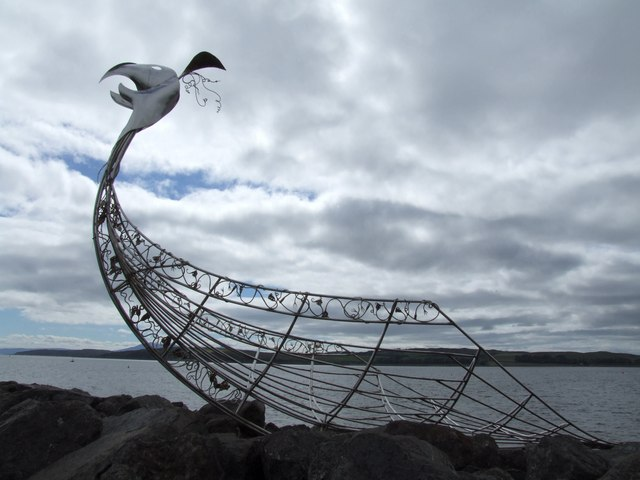
Sculpture moderne d'un langskip à Largs, en Écosse. Kormak est prétendument mort en Écosse lors d'un raid.

La saga de Kormakr (norrois: Kormáks saga) est une saga des islandais du XIIIe siècle. L'histoire se déroule entre la Norvège, l'Islande et l'Irlande vers l'an 950-970 et traite du skalde (barde) Kormakr Ogmundarson et de son amour malheureux pour Steingerd Torkelsdatter.

## Contexte
Kormak serait un personnage historique, et l'un de ses poèmes est repris dans L'Edda de Snorri. L'histoire d'amour est en revanche structurée selon le modèle des romans chevaleresques français.
"L'opinion la plus courante est que les vers et leur attribution à Kormakr soient authentiques, et que l'histoire de la saga ait été créée à partir du contenu de ces poèmes". Le "consensus considère que la prose reliant les poèmes de la saga de Kormakr n'est pas représentative de la tradition "profonde" mais une tentative sommaire de lier les vers". Bjarni Einarsson considère néanmoins que les poèmes et le récit en prose forment une unité artistique de grande qualité.
L'essentiel de la saga est constitué des poèmes de Kormakr à Steingerd, autour desquels l'intrigue est construite. Leur relation est marquée à travers la saga par une alternance entre attraction et rejet. "La saga traite du héros qui aime avec acharnement, mais évite la possession.". Contrairement à beaucoup d'autres sagas, l'amour et l'honneur ont ici peu de conséquences sociales. Le meurtre ou l'insulte ne sont pas vengés, et "le conflit dans la saga n'escalade pas[...] Le drame est entièrement centré sur Kormakr".
La saga est considérée conjointement avec la Saga de Gunnlaugr Ormstunga, la Saga de Hallfreðar et la Saga de Bjarnar Hítdœlakappa, comme faisant partie des "sagas de skaldes" dont un barde est le personnage principal d'une histoire d'amour.
Il est admis que la prose épique liant les poèmes date du XIIIe siècle, mais l'époque d'écriture des poèmes est incertaine. Peter Hallberg a déclaré que "la poésie de Kormákr est un témoignage unique de l'amour scandinave au Xe siècle", tandis que Bjarni Einarsson estime que " le thème principal des vers d'amour - la complainte d'amour d'un homme - indique qu'ils ne peuvent pas être plus anciens et indépendants des poèmes d'amours français, qui étaient très à la mode vers 1200.".
Cette saga figure dans le manuscrit Möðruvallabók. Elle a inspiré la plus récente Saga de Hallfreðar .

## Résumé
Kormakr aime Steingerd, mais leur relation est mal vue par les parents de celle-ci. Kormakr est alors visité par deux hommes que le père de Steingerd a engagés pour l'assassiner. Kormakr les tue, et la mère de Steingerd, qui est magicienne, lui jette une malédiction afin qu'il rate son propre marriage. Celle-ci s'accomplissant, les vœux sont considérés comme rompus et Steingerd se marie avec le veuf Bersi.
Kormakr le défie en duel, et perd, mais Steingerd finit tout de même par se détourner de Bersi et demander le divorce. Elle rejoint Thorvald Tinten, qui devient le principal adversaire de Kormakr. S'ensuivent plusieurs duels truqués par la magicienne Thorsi, puis l'enlèvement de Steingerd par une bande de vikings. Kormakr la délivre, mais Steingerd préfère retourner avec Thorvald.
Finalement, Kormakr meurt des suites des blessures infligées par un jötunn pendant un raid en Écosse.